# Käärdi
Käärdi är en ort i Estland. Den ligger i Rõngu kommun och landskapet Tartumaa, i den södra delen av landet, 170 km sydost om huvudstaden Tallinn. Käärdi ligger 58 meter över havet och antalet invånare är 573.
Terrängen runt Käärdi är huvudsakligen platt. Käärdi ligger nere i en dal. Runt Käärdi är det glesbefolkat, med 15 invånare per kvadratkilometer. Närmaste större samhälle är Elva, 1,7 km norr om Käärdi. I omgivningarna runt Käärdi växer i huvudsak blandskog.